# Rekombinantní protilátky
Rekombinantní protilátky jsou fragmenty protilátek, které vznikají za použití kódujících genů rekombinantních protilátek. Zpravidla jsou složeny z těžkého a lehkého řetězce variabilní oblasti imunoglobulinu. Rekombinantní protilátky přináší mnoho výhod a rozšiřují využití protilátek jak v medicíně tak ve výzkumu. Postupně se stávají oblíbeným předmětem výzkumu a slouží k produkci nových molekul cílících specifické, předem vytipované antigeny. Nejčastěji užívaná typ rekombinantních protilátek je tzv. scFv z anglického single chain variable fragment, neboli jednoduchý řetězec variabilní oblasti. ScFv se ukazuje být nadějnou strukturou pro využití v lidské medicíně i ve výzkumu. Na rozdíl od monoklonálních protilátek tvořených v hybridomové buněčné linii, ve které může postupem času dojít ke změnám jak výsledného produktu tak i k úplnému zastavení exprese, které mají výrazný vliv na funkčnost výsledného produktu, zůstávají rekombinantní protilátky vytvořené v bakteriálním displeji stabilní, zachovávají si vysokou specifitu a nízkou imunogenicitu.

## Struktura a vlastnosti

### Typy rekombinantních protilátek
Existuje několik známých a běžně produkovaných rekombinantních protilátek, které dělíme podle jejich způsobu produkce, původní struktury, ze které vycházejí a vazebné specifity. Mezi základní typy rekombinantních protilátek patří Fab fragmenty, již zmiňované scFv a bispecifické protilátky. Každý z těchto typů má odlišné využití a může být využíván v širokém spektru aplikací od výzkumu přes lidskou po veterinární medicínu. Další oblastí, která je zkoumána je vývoj anti-idiotypových protilátek. Anti-idiotypové protilátky se vážou na paratop jiné specifické protilátky, což umožňuje jejich využití při měření a určování množství protilátek a koncentrace léčiv v séru pacienta. Na základě místa vazby a vazebné specifity, dělíme anti-idiotypové protilátky na tři typy, které se částečně překrývají s již navrženým dělením výše. Prvním typem jsou tzv. klasické protilátky. Pod tímto pojmem se skrývají Fab fragmenty, protilátky, které se vážou na idiotop mimo vazebné místo pro léčivo, a protilátky, které se vážou pouze na komplex léčiva s cílovou protilátkou. Nejčastěji jsou využívané scFv, Fab fragmenty a bispecifické protilátky.

#### scFv
scFv je nejmenší typ rekombinantní protilátky, který je schopen vázat antigen. scFv mají molekulovou hmotnost okolo 27kDa. Jde o rekombinantní protilátky, tvořené lehkým a těžkým řetězcem variabilní oblasti imunoglobulinu. Tyto dva řetězce jsou spojeny pružným spojením, tzv. linkerem. Pružný linker obvykle sestává z krátké několikrát se opakující sekvence čtyř glycinů a serinu a slouží ke stabilizaci celé struktury, čímž přispívá k její funkčnosti. Funkčnost může být dále zvýšena vazebně specifickými chemickými modifikacemi, mezi které patří například vazba peptidového tagu nebo fúze s dvou genů, která vede ke vzniku bispecifické rekombinantní protilátky. Pro zajištění správné funkce je třeba zkontrolovat vazebnou afinitu a aktivitu výsledné protilátky. Pro zjištění přítomnosti dané protilátky se běžně používá test ELISA.

#### Fab fragmenty
Strukturně se Fab fragmenty skládají ze dvou párů variabilních a konstantních komponent, které tvoří stabilní strukturu dvou polypeptidových řetězců. Pokud nahlížíme na Fab fragmenty z pohledu anti-idiotypových protilátek, jedná se o rekombinantní protilátky, které se vážou přímo do vazebného místa paratopu na cílové protilátce. V praxi to znamená, že konkurují léčivu na vazebném místě a mají tak inhibiční funkci. Protilátky tvořené Fab fragmentem mohou být používány k detekci nenavázaného léčiva, případně léčiva, které se vyskytuje volně v séru. Fab rekombinantní protilátky se používají v případě, kdy existuje riziko rozvoje negativních vedlejších účinků způsobených nespecifickou vazbou Fc části protilátky. Fab rekombinantní protilátky nenesou žádnou Fc oblast. Fab fragmenty se také používají v případech, kdy je nutné podat pacientovi nebo použít v diagnóze či experimentu rekombinantní IgG imunoglobulin. Rekombinantní Fab fragmenty jsou konvertovány na rekombinantní formu IgG imunoglobulinu. Tento způsob přípravy rekombinantních IgG dále rozšiřuje možnosti využití rekombinantních protilátek i počet jejich cílových struktur.

#### Bispecifické rekombinantní protilátky
Vedle scFv a Fab fragmentů se mezi rekombinantní protilátky počítají i bispecifické protilátky. Bispecifické protilátky spojují dohromady dvě rozdílné antigen vazebné specifity do jedné rekombinantní molekuly. Bispecifické protilátky se používají k provázání neboli crosslinkování cílové molekuly se dvěma rozdílnými buňkami nebo mohou přímo zprostředkovávat cílenou cytotoxicitu.

## Výhody používání rekombinantních protilátek
Rekombinantní protilátky mají mnohé výhody pro využití ve výzkumu i v medicíně. Velkou výhodou na úvod je naprosté odbourání etických problémů, protože není potřeba imunizovat pokusná zvířata. Díky velikosti rekombinantních protilátek, které jsou menší než kompletní imunoglobuliny, konkrétně než 2000 nm a zároveň větší než 8 nm dochází k jejich vyloučení přes filtraci v ledvinách, což je žádaná cesta. Nedochází tak k příliš časné likvidaci, jak je tomu u menších částic nebo naopak k zatěžování jater, jak se tomu děje u větších částic. Další velkou výhodou využití rekombinantních protilátek je jejich monovalence neboli jednomocnost, tedy schopnost vysoce specificky vázat jeden konkrétní antigen. Vědeckým týmům se podařilo vytvořit takové protilátky, které opravdu nesou jen vazebnou aktivitu cílící antigen a žádnou jinou, která by narušovala diagnostický postup nebo léčbu. Rekombinantní protilátky jsou založené na přesně definované sekvenci, jsou proto spolehlivější a zároveň jsou výsledky pokusů a léčebných postupů provedených s nimi opakovatelné neboli reproducibilní. Kombinace malé velikosti s vysokou specifitou může být také využita při podávání léků, které mohou být přesně zacílené. Díky vhodné velikosti prostupují rekombinantní protilátky snadno do tkání a dostanou se tak přesně na místo určení. Jako důkaz poslouží experiment, ve kterém vědci dosáhli lepší prostupnosti rekombinantních protilátek do nádorové tkáně a tak i lepších výsledků terapie s rekombinantními protilátkami než jakých dosáhli s celým IgG imunoglobulinem. Malá velikost také vede k dobré biodistribuci. V porovnání s protilátkami produkovanými výhradně technologií hybridomů, nezpůsobují rekombinantní protilátky z bakteriálního displeje rozvoj HAMA odpovědi u pacientů, z anglického human anti-mouse antibody (lidské protilátky proti myším komponentům), což výrazně rozšiřuje možnosti uplatnění rekombinantních protilátek.
V prvním odstavci jsme shrnuli výhody využití rekombinantních protilátek v lidské medicíně a to konkrétně v přímém využití pro pacienty. Nicméně, i v průběhu tvorby a přípravy rekombinantních protilátek nacházíme další výhody v porovnání s tradičními monoklonálními protilátkami vytvořenými v hybridomálních buněčných kulturách. I když v bakteriálním displeji nelze získat tak vysoké koncentrace cílových protilátek jako v hybridomech, tvorba protilátek je mnohem rychlejší a po celou dobu produkce máme nad procesem lepší kontrolu než je tomu u hybridomů. S tím souvisí i možnost zasáhnout během produkce a pozměnit podmínky za cílem optimalizace nebo upravení dané protilátky pomocí metod genového inženýrství podle aktuálních potřeb. Navíc, mohou být rekombinantní protilátky navrženy proti jakémukoliv antigenu, s jistým omezením tvaru a velikosti, ale bez omezení na peptidové struktury. Tedy do spektra možných zacílených antigenů můžeme zahrnout i polysacharidové nebo lipidové struktury. K rekombinantním protilátkám je také možné fúzí připojit léčiva nebo toxiny, které mohou být za pomoci rekombinantních protilátek zacíleny přímo do žádoucí tkáně nebo orgánu.
Nicméně, je také důležité zmínit, že i produkce rekombinantních protilátek v bakteriálním displeji s sebou nesou několik nevýhod. První z nich jsou již zmiňované nižší výnosy protilátek v porovnání s protilátkami z hybridomů. Další nevýhodou je potřeba zaměstnávat zkušený personál, případně personál zaškolit do metody bakteriálního displeje. Poslední výraznější nevýhodou je nutnost spolupráce a spolehnutí se na firmu, která bude schopná zajistit syntézu genů a produkci cílových konstruktů. Obě dvě poslední nevýhody představují jak personální tak finanční zatížení, které s sebou metoda bakteriálního displeje přináší.

## Tvorba a vývoj rekombinantních protilátek

### Tvorba rekombinantních protilátek
Tvorba rekombinantních protilátek probíhá podle jednotné strategie. Nejdříve je potřeba určit sekvenci cílové protilátky. Následně dojde k upřesnění kodonu, syntéze požadovaného genu a produkci konstruktu, tedy rekombinantní protilátky. V okamžiku, kdy je cílová protilátka doručena do laboratoře, dojde k vytvoření expresních konstruktů, které jsou přeneseny do buněčné kultury v procesu označovaném pojmem transfekce. Buněčná kultura začne produkovat cílovou rekombinantní protilátku, ta je pravidelně sbírána, čištěna a analyzována nebo případně použita k dalším experimentům. Pro tvorbu protilátek se používají stabilní buněčné kultury, jako je například Chinese hamester ovary (CHO), buněčná linie z vaječníků čínského křečka nebo human embryonic kidney (HEK293), tedy buňky z lidské embryonální ledviny. V počátcích rozvoje technologie rekombinantních protilátek bylo nutné vyřešit jak uměle vytvořit funkční Fv fragment a spojit těžký a lehký řetězec, takovým způsobem, aby vznikla funkční protilátka. Vytvořit funkční Fv fragment se podařilo v bakterii Escherichia coli. Ukázalo se, že pro funkčnost protilátky je zásadní správné zabalení protilátky. Tyto dva experimenty položily základy dalšímu rozvoji a vylepšování technologií rekombinantních protilátek, které se běžně využívají i dnes.

#### Hybridomové buněčné kultury
Monoklonální protilátky hrají zásadní roli v mnohých běžně užívaných terapiích v lidské medicíně. První úspěšná metoda, která vedla k jejich produkci v laboratorních podmínkách byla technologie využívající hybridomy. Poprvé byla tato technologie představena v roce 1975. Velkou výhodou hybridomových buněčných kultur je velké množství protilátek, které jsou schopné vyprodukovat a to v přijatelné kvalitě. Od té doby byly hybridomy využity pro vývoj širokého spektra metod a terapií, včetně medicínských a veterinárních diagnostických a léčebných postupů. Přes veškerý přínos, který hybridomy přinesly vědě, staví před výzkumné týmy překážky a to v podobě etických problémů, možné ztráty exprese cílových rekombinantních protilátek a rozvoje HAMA, jak již bylo zmíněno výše. Proto je potřeba tuto technologii doplnit dalšími metodami, které zpřesní produkci protilátek, vazebnou specifitu a množství a sníží míru kontaminace. Přes nevýhody, které s sebou nese využití hybridomů, zůstávají i dnes důležitou součástí vývoje a produkce rekombinantních protilátek, protože často slouží jako původní zdroj monoklonálních protilátek, případně Fab fragmentů, scFv nebo fúzovaných a bispecifických protilátek.

#### Bakteriální displej
Nejčastěji užívané technologie pro tvorbu rekombinantních protilátek v dnešní vědě a experimentální i aplikované medicíně je bakteriální displej. Bakteriální displej vede k produkci cílové rekombinantní protilátky na povrchu bakteriofága. Tento přístup umožňuje rychlou a snadnou produkci rekombinantních protilátek v laboratorních podmínkách. Jak scFv tak Fab fragmenty jsou běžně produkovány pomocí bakteriálního displeje. Ze všech možností je nejčastější pro bakteriální displej používána Escherichia coli a to hlavně pro svůj rychlý růst a finančně nenáročné udržování a skladování bakterií.

### Genové inženýrství a vývoj
Při tvorbě scFv fragmentů se nejčastěji uplatňuje jedna ze dvou strategií. První je označována jako nekolineární přístup, funguje na principu heterodimerizace dvou řetězců a vede k tvorbě bispecifických protilátek. Druhá metoda bývá označována jako kolineární a dochází při ní k fúzi dvou rozdílných scFv fragmentů s biologicky aktivním proteinem.

## Medicínské a výzkumné využití
Rekombinantní protilátky se využívají v širokém spektru oborů. Jejich specifita a nízká imunogenicita z nich dělají výbornou alternativu k tradičním přístupům k léčbě, diagnóze a výzkumu, protože jsme schopni zpřesnit cílení na žádoucí molekuly a předcházet rozvoji vedlejších účinků.
Rekombinantní protilátky se uplatňují při léčbě nádorových onemocnění, HIV, herpes simplex virus (HSV) a dalších. ScFv jsou součástí slibné technologie zaměřeného na léčbu nádorových onemocnění, která je známá pod pojmem (univerzální) chimerní antigenní receptor, kde zaujímá roli tzv. TM z anglického target module, což bychom volně přeložili jako cílový modul. Jedná se vlastně o rekombinantní protilátku, která zprostředkovává interakci mezi specifickými nádorovými buňkami, exprimujícími zacílený antigen a imunitním systémem, obzvláště jeho cytotoxickou složkou.
Co se týče výzkumu využití při léčbě HIV infekce, rekombinantní protilátky jsou uplatňovány pro svou neutralizující funkci. Stejně tak fungují technologie vyvíjené proti infekci HSV. Specifické rekombinantní protilátky jsou navržené tak, aby vázaly povrchový heparan sulfát proteoglykan, čímž se pro virus výrazně ztíží nebo dokonce znemožní proniknout do hostitelovy buňky. Tento přístup vedl ke zmírnění průběhu infekce HSV.
Rekombinantní protilátky mohou být využívány i pro diagnostické účely. Příkladem diagnostického využití rekombinantních protilátek je rozpoznání viru vztekliny. V současnosti využívané monoklonální protilátky nejsou tak přesné, jak by pro tak závažnou nemoc bylo žádoucí a proto tady právě rekombinantní protilátky poskytují slibnou alternativu. V případě nákazy virem vztekliny je nutné reagovat rychle a přesně, protože jediná možnost, jak pacienta zachránit je podat léky co nejdřív po infekci. V porovnání s komerčně dostupnými protilátkami jsou rekombinantní protilátky levnější na výrobu a citlivější a přesnější při detekci nákazy. Další výhodou rekombinantních protilátek je možnost výzkumu v oblasti jejich neutralizačních vlastností a případného využití v další terapii.
Potenciál rekombinantních protilátek v lidské i zvířecí medicíně je obrovský, jak dokazuje i zmíněný úzký výběr využití. Rekombinantní protilátky a především potom ty, které byly vytvořeni v bakteriálním displeji jsou vysoce specifické, mají výbornou farmakokinetiku a mohou být využity na léčbu širokého spektra chorob. Je však také třeba si uvědomit, že neočekáváme a nebylo by ani žádoucí snažit se úplně vytěsnit technologii hybridomů. Cílem je vytvořit doplňující se systémy, které budou kombinovat to nejlepší z obojího.